# Reminiscence (album)
Albums de Wink
Remixes
(1995) Wink Memories 1988-1996
(1996)
Singles
Reminiscence est un album compilation du duo japonais Wink, sorti en 1995.

## Présentation
L'album sort le 25 novembre 1995 au Japon sous le label Polystar, cinq mois après le précédent album original du groupe, Flyin' High. C'est la sixième compilation du groupe, en cinq ans, après Wink Hot Singles sortie fin 1990, Diamond Box fin 1991, Raisonné fin 1992, Diary début 1994, et Back to Front en début d'année.
L'album contient dans le désordre quinze des vingt-cinq titres sortis jusqu'alors en singles (face A) par le groupe, dont le dernier sorti deux mois auparavant, Angel Love Story ~Akiiro no Tenshi~, qui s'avèrera être l'ultime single du groupe, et qui ne figurera pas sur un album original. Deux des chansons ont été remixées pour l'occasion : Twinkle Twinkle, et Ai ga Tomaranai qui figure sur l'album dans les deux versions. Il contient aussi un titre inédit, Merry Little X'mas, qui restera la dernière chanson enregistrée par le groupe, puisqu'il se séparera l'année suivante. 
Parmi les titres figurent des reprises adaptées en japonais de chansons occidentales : Jive Into The Night de Green Olives, Where Were You Last Night (Yoru ni Hagurete) de Ankie Bagger, Turn It Into Love (Ai ga Tomaranai) de Kylie Minogue, et Voyage, voyage (Eien no Lady Doll) de Desireless.

## Liste des titres
1. Angel Love Story ~Akiiro no Tenshi~ (Angel Love Story ~秋色の天使~?)
2. Twinkle Twinkle (1995 Classic Mix) (トゥインクル トゥインクル (1995 CLASSIC MIX)?)
3. Jive Into the Night ~Yaban na Yoru ni~ (Hyper Euro Mix) (Jive Into the Night ~野蛮な夜に~ (HYPER EURO MIX)?)
4. Yoru ni Hagurete ~Where Were You Last Night~ (夜にはぐれて ~Where Were You Last Night~?)
5. Ai ga Tomaranai ~Turn It Into Love~ (Bad Yards Rock it Into Dub) (愛が止まらない (...) (BAD YARDS ROCK IT INTO DUB)?)
6. One Night in Heaven ~Mayonaka no Angel~ (One Night in Heaven ~真夜中のエンジェル~?)
7. Eien no Lady Doll (永遠のレディードール?)
8. Manatsu no Tremolo (真夏のトレモロ?)
9. Cherie Mon Cherie (シェリー モン シェリ?)
10. Sakihokore Itoshisa yo (咲き誇れ愛しさよ?)
11. Itsumademo Suki de Itakute (いつまでも好きでいたくて?)
12. Kitto Atsui Kuchibiru ~Remain~ (きっと熱いくちびる ~リメイン~?)
13. Ai ga Tomaranai ~Turn It Into Love~ (愛が止まらない ~Turn It Into Love~?)
14. Samishii Nettaigyo (淋しい熱帯魚?)
15. Watashitachi Rashii Rule (私たちらしいルール?)
16. Kekkon Shō Ne (結婚しようね?)
17. Merry Little X'mas